# Łukasz Fabiański
Łukasz Marek Fabiański (phát âm tiếng Ba Lan: [ˈwukaʂ faˈbʲaɲskʲi] ⓘ; sinh ngày 18 tháng 4 năm 1985) là một thủ môn bóng đá Ba Lan hiện đang chơi cho câu lạc bộ West Ham United tại Premier League.
Łukasz Fabiański đã ký hợp đồng với Arsenal từ Legia Warsaw với một bản hợp đồng dài hạn không tiết lộ phí chuyển nhượng. Huấn luyện viên Arsène Wenger đã phát biểu: "Chúng tôi rất vui mừng khi ký được hợp đồng với Łukasz Fabiański. Anh là một thủ môn trẻ tài ba là sự bổ sung rất tốt cho đội hình của chúng tôi. Anh đã thể hiện được sự ổn định tại Legia Warsaw trong những mùa bóng gần đây và được tưởng thưởng là một vị trí trong đội hình". Anh là cầu thủ người Ba Lan xuất sắc nhất năm 2018.
Łukasz Fabiański thi đấu cho Đội tuyển bóng đá quốc gia Ba Lan từ năm 2006 đến năm 2021. Anh đại diện cho đội tuyển dự các giải đấu FIFA World Cup 2006, UEFA Euro 2008, UEFA Euro 2016, FIFA World Cup 2018, UEFA Euro 2020. Ngày 9 tháng 10 năm 2021, trong trận đấu với San Marino tại Vòng loại FIFA World Cup 2022 khu vực châu Âu trên Sân vận động Quốc gia, Fabiański được các đồng đội tri ân sâu khi rời sân nhường chỗ cho Radosław Majecki ở phút thứ 57 của trận đấu, khép lại sự nghiệp thi đấu quốc tế sau 57 trận.

## Sự nghiệp bóng đá
Łukasz Fabiański bắt đầu sự nghiệp ở Legia Warsaw. Sau đó, anh được Arsenal ký kết và anh đã gắn bó được 7 năm từ 2007-2014. Tuy nhiên, anh không được ra sân nhiều nên phải tìm một bến đỗ mới. Năm 2014, anh đã đến Swansea City. Cũng chinh tại đây anh đã đóng góp khá nhiều cho đội bóng.

## Thống kê sự nghiệp câu lạc bộ
Tính đến ngày 23 tháng 5 năm 2021
| Câu lạc bộ                | Mùa giải                  | Giải đấu | Giải đấu | FA Cup | FA Cup | League Cup | League Cup | Châu Âu | Châu Âu | Khác | Khác | Tổng cộng | Tổng cộng |
| Câu lạc bộ                | Mùa giải                  | Trận     | Bàn      | Trận   | Bàn    | Trận       | Bàn        | Trận    | Bàn     | Trận | Bàn  | Trận      | Bàn       |
| ------------------------- | ------------------------- | -------- | -------- | ------ | ------ | ---------- | ---------- | ------- | ------- | ---- | ---- | --------- | --------- |
| Lech Poznań               | 2004–05                   | 0        | 0        | 1      | 0      | 0          | 0          | 0       | 0       | 0    | 0    | 1         | 0         |
| Legia Warsaw              | 2005–06                   | 30       | 0        | 0      | 0      | 0          | 0          | 2       | 0       | 0    | 0    | 32        | 0         |
| Legia Warsaw              | 2006–07                   | 23       | 0        | 1      | 0      | 0          | 0          | 6       | 0       | 0    | 0    | 30        | 0         |
| Tổng cộng Legia Warsaw    | Tổng cộng Legia Warsaw    | 53       | 0        | 1      | 0      | 0          | 0          | 8       | 0       | 0    | 0    | 62        | 0         |
| Arsenal                   | 2007–08                   | 3        | 0        | 0      | 0      | 5          | 0          | 0       | 0       | 0    | 0    | 8         | 0         |
| Arsenal                   | 2008–09                   | 6        | 0        | 6      | 0      | 3          | 0          | 3       | 0       | 0    | 0    | 18        | 0         |
| Arsenal                   | 2009–10                   | 4        | 0        | 2      | 0      | 2          | 0          | 2       | 0       | 0    | 0    | 10        | 0         |
| Arsenal                   | 2010–11                   | 14       | 0        | 0      | 0      | 1          | 0          | 5       | 0       | 0    | 0    | 20        | 0         |
| Arsenal                   | 2011–12                   | 0        | 0        | 2      | 0      | 3          | 0          | 1       | 0       | 0    | 0    | 6         | 0         |
| Arsenal                   | 2012–13                   | 4        | 0        | 0      | 0      | 0          | 0          | 1       | 0       | 0    | 0    | 5         | 0         |
| Arsenal                   | 2013–14                   | 1        | 0        | 6      | 0      | 2          | 0          | 2       | 0       | 0    | 0    | 11        | 0         |
| Tổng cộng Arsenal         | Tổng cộng Arsenal         | 32       | 0        | 16     | 0      | 16         | 0          | 14      | 0       | 0    | 0    | 78        | 0         |
| Swansea City              | 2014–15                   | 37       | 0        | 1      | 0      | 0          | 0          | —       | —       | 0    | 0    | 38        | 0         |
| Swansea City              | 2015–16                   | 37       | 0        | 0      | 0      | 0          | 0          | —       | —       | 0    | 0    | 37        | 0         |
| Swansea City              | 2016–17                   | 37       | 0        | 0      | 0      | 0          | 0          | —       | —       | 0    | 0    | 37        | 0         |
| Swansea City              | 2017–18                   | 38       | 0        | 0      | 0      | 0          | 0          | —       | —       | 0    | 0    | 38        | 0         |
| Tổng cộng Swansea         | Tổng cộng Swansea         | 149      | 0        | 1      | 0      | 0          | 0          | —       | —       | 0    | 0    | 150       | 0         |
| West Ham United           | 2018–19                   | 38       | 0        | 0      | 0      | 0          | 0          | —       | —       | 0    | 0    | 38        | 0         |
| West Ham United           | 2019–20                   | 25       | 0        | 1      | 0      | 0          | 0          | —       | —       | 0    | 0    | 26        | 0         |
| West Ham United           | 2020–21                   | 35       | 0        | 2      | 0      | 0          | 0          | —       | —       | 0    | 0    | 37        | 0         |
| Tổng cộng West Ham United | Tổng cộng West Ham United | 98       | 0        | 3      | 0      | 0          | 0          | —       | —       | 0    | 0    | 101       | 0         |
| Tổng cộng sự nghiệp       | Tổng cộng sự nghiệp       | 332      | 0        | 22     | 0      | 16         | 0          | 22      | 0       | 0    | 0    | 392       | 0         |

## Danh hiệu
Legia Warsaw
- Ekstraklasa: 2005–06

Arsenal
- FA Cup: 2013–14

West Ham United
- UEFA Europa Conference League: 2022–23